# Gröningen
Gröningen é uma cidade no distrito de Börde em Saxônia-Anhalt, Alemanha. Encontra-se, aproximadamente, a 40 km à sudoeste de Magdeburgo, e 10 km à sudeste de Halberstadt. Tem 3.621 habitantes (dezembro de 2015). Gröningen faz parte do Verbandsgemeinde Westliche Börde.
Situa-se na área de transição entre o montanhoso e setentrional Harz foreland e a paisagem do Magdeburger Börde no Bode, à beira do sopé do Hakel, entre a capital do estado Magdeburgo e o Harz. As cidades mais próximas são Oschersleben, 10 km ao norte, e Halberstadt, 12 km a sudoeste. O distrito Kloster Gröningen está localizado no triângulo estuário entre Holtemme e Bode.
O sul da planície atinge 240 m em Domburg, 195 m em Speckberg, 113 m em Ferdinandshöhe e cai para 94 m em Adersleben. O sopé dos Huys se achatou a menos de 100 m acima do nível do mar até o Lauf der Holtemme.
Em 01 de julho de 2014, entrou em vigor a nova lei constitucional municipal do estado da Saxônia-Anhalt. No §14 (2), os municípios têm a oportunidade de dar este nome aos distritos que estavam antes da incorporação das cidades.
A cidade de Gröningen fez uso deste regulamento. Seu novo estatuto entrou em vigor em 17 de março de 2015. No §1, Großalsleben não é mais listado como uma comunidade incorporada, mas como uma cidade. No §15 (5), o distrito é referido como Größalsleben.
Gröningen foi mencionado pela primeira vez em documentos do século X (mais precisamente, em 934). Eclesiasticamente, a área pertencia à diocese Halberstadt da Arquidiocese de Mainz. Gröningen foi temporariamente a cidade residencial do bispo de Halberstadt. A cidade de Gröningen foi adicionada ao Schwabengau na Alta Idade Média, enquanto o mosteiro Gröningen pertencia ao Harzgau.